# Pontons
Pontons – gmina w Hiszpanii, w prowincji Barcelona, w Katalonii, o powierzchni 25,38 km². W 2011 roku gmina liczyła 531 mieszkańców.